# Protoclepsis
Protoclepsis (лат.) — ошибочно выделявшийся род плоских пиявок (Glossiphoniidae). По состоянию на 2025 год, виды, ранее относимые к этому роду, входят в состав родов Theromyzon и Hyperboreomyzon.

## Название
Согласно первоописанию, род Protoclepsis получил это название в силу большей «примитивности» (греч. «πρῶτος» ‘первый’) отдельных морфологических признаков представителей рода по сравнению с другими группами (например, Hemiclepsis). Одновременно, название отсылает к «роду» Protoclepsine, выделенному Дж. П. Муром в 1898 году. 

## История описания
В 1898 году Джон Перси Мур описал новый род Protoclepsine с единственным видом Protoclepsine sexoculata, указав в качестве места сбора Командорские острова. Описание производилось по единственному экземпляру, который был сильно сокращён и обесцвечен при фиксации, а также представлял собою, скорее всего, неполовозрелую особь. Выделение рода обосновывалось наличием «примитивных» признаков, таких как сохранение полного сегмента из 3 колец всеми передними сегментами тела. Упоминалось наличие у исследованного экземпляра 3 пар глаз. 
В 1902 году на это описание обратил внимание Николай Ливанов. Он не обладал доступом к типовому экземпляру «Protoclepsine sexoculata» и указал на сомнительность описания, данного Муром, а также на невозможность по этому описанию однозначно отнести исследованный экземпляр к какому-либо роду.
Одновременно Ливанов производил ревизию рода Hemiclepsis, в ходе которой разделил виды, ранее относимые к нему на 2 рода в зависимости от количества глаз. Виды с 2 парами глаз он оставил в роде Hemiclepsis, в то время как для представителей с 4 парами глаз выделил новый род Protoclepsis, в который первоначально включил 5 видов: Protoclepsis tessulata (до этого выделенную Вейдовским в род Hemiclepsis), Protoclepsis mollissima (изначально описанную Грубе как Clepsine mollissima) и три новых вида — P. garjaewi, P. tessellatoides и P. meyeri. Вскоре Ливанов также добавил к этому роду Protoclepsis maculosa (изначально описанную Ратке как Clepsine maculosa). 
По-видимому, Ливанов не знал о принципе приоритета, принятом в зоологической номенклатуре, в связи с чем включил в число синонимов рода Protoclepsis выделенные ранее роды Protoclepsine Moore, 1898 (с сомнением) и Theromyzon Philippi, 1867. Последний род изначально был выделен с единственным видом Theromyzon pallens, который не был включён Ливановым в число видов рода Protoclepsis.
В дальнейшем де-факто названия Theromyzon и Protoclepsis долгое время использовались как взаимозаменяемые. Так, Мур полагал Protoclepsis и Protoclepsine младшими синонимами Theromyzon, считая валидными виды Theromyzon sexoculatum (=Protoclepsis meyeri), Theromyzon garjaewi и Theromyzon mollissimum. Аналогичной точки зрения придерживался Соос, предположивший, что Protoclepsis meyeri является младшим синонимом Theromyzon maculosum. В то же самое время, Лукин считал валидным род Protoclepsis, в который также включил Theromyzon matthaii Bhatia, 1939 (под названием Protoclepsis matthaii) и Theromyzon affinis Bennike, 1940 (под названием Protoclepsis affinis). Однако, он полагал P. garjaewi и P. meyeri конспецифичными (относящимися к одному виду с) P. maculosa, в то время как P. tessellatoides и P. mollissima — конспецифичными P. tessulata. В дальнейшем различные исследователи по-разному трактовали описания Ливанова, поскольку никто из них не видел типовых экземпляров, на которых было произведено описание новых видов. 
Эти типовые экземпляры были обнаружены  в 2025 году в Зоологическом музее и гербарии имени Э. А. Эверсмана (Казань) спустя более 100 лет после их музеефикации Ливановым. В связи с высокой исторической ценностью коллекции, исследователям не было разрешено отделять обнаруженные экземпляры от пластин, к которым они были прикреплены в экспозиционных ёмкостях. Несмотря на это, впервые удалось определить, к каким видам относятся эти особи.
Так, было показано, что «Protoclepsis meyeri» действительно является младшим субъективным синонимом Theromyzon maculosum, а «Protoclepsis tessellatoides» — младшим субъективным синонимом Theromyzon mollissimum. В то же самое время, вид, который был описан в 1902 году как  Protoclepsis garjaewi, независимо был описан в 2022 году в качестве Hyperboreomyzon polaris. В ходе обнаружения коллекции Ливанова была показана конспецифичность экземпляров, ставших основой этих описаний. При этом была показана уместность выделения этого вида в отдельный род Hyperboreomyzon (в частности, вопреки описанию Ливанова, у этого вида 3 пары глаз, а не 4). Однако, в соответствии с принципом приоритета, за видом был сохранён более ранний видовой эпитет garjaewi. Таким образом, род Protoclepsis с самого момента выделения представлял собой не вполне синоним Theromyzon, а скорее сборный таксон из отдельных представителей двух разных родов, объединённых на основании неверного заключения об одинаковом числе глаз.
Из исходной серии P. garjaewi, исследованной Ливановым (не установившим голотип для этого вида) сохранилось только 2 особи, одна из которых была установлена в качестве лектотипа, вторая — в качестве паралектотипа.
В 1939 году Беннике описал из Западной Гренландии новый подвид, который отнёс к Theromyzon garjaewi (как он называл этот вид), присвоив ему название Theromyzon garjaewi groenlandicum. Однако эта пиявка обладает 4 парами глаз и «без сомнения относится к роду Theromyzon». Данные молекулярной филогении для этих находок отсутствуют, местоположение типовых экземпляров неизвестно. Предложено считать эти сборы отдельным видом Theromyzon groenlandicum Bennike, 1939 stat. rev., не имеющим отношения к Hyperboreomyzon garjaewi.

## Подчинённые таксоны
- Protoclepsis garjaewi Livanow → Hyperboreomyzon garjaewi (Livanow) Bolotov et al.
  - Theromyzon garjaewi groenlandicum Bennike→ Theromyzon groenlandicum (Bennike) Bolotov et al.
- Protoclepsis tessulata (O. F. Müller) Livanow → Theromyzon tessulatum (O. F. Müller) Moore
- Protoclepsis maculosa (Rathke) Livanow → Theromyzon maculosum (Rathke) Pawłowski
- Protoclepsis meyeri Livanow → Theromyzon maculosum (Rathke) Pawłowski
- Protoclepsis mollissima (Grube) Livanow → Theromyzon mollissimum (Grube) Moore
- Protoclepsis tessellatoides Livanow → Theromyzon mollissimum (Grube) Moore
- Protoclepsis matthaii (Bhatia) Lukin → Theromyzon matthaii Bhatia
- Protoclepsis affinis (Bennike) Lukin → Theromyzon affinis Bennike

## Биологические особенности
Изначально род Protoclepsis был выделен на основании наличия 4 пар глаз. В настоящее время известно, что по крайней мере у «Protoclepsis garjaewi» (сейчас — Hyperboreomyzon garjaewi) 3 пары глаз. Для всех представителей характерно питание кровью водоплавающих птиц.